# (2299) Hanko
(2299) Hanko est un astéroïde de la ceinture principale.

## Description
(2299) Hanko est un astéroïde de la ceinture principale. Il fut découvert le 25 septembre 1941 à Turku par Yrjö Väisälä. Il présente une orbite caractérisée par un demi-grand axe de 2,58 UA, une excentricité de 0,30 et une inclinaison de 5,3° par rapport à l'écliptique.

## Compléments